# Ogrodniki (sielsowiet Ogrodniki)
Ogrodniki (biał. Агароднікі, Aharodniki) – agromiasteczko na Białorusi, w rejonie kamienieckim obwodu brzeskiego. Miejscowość wchodzi w skład sielsowietu Ogrodniki i jest jednocześnie jego siedzibą.
Ogrodniki leżą 40 km na zachód od Kamieńca, 36 km na północny zachód od Brześcia i 7 km na południe od stacji kolejowej Wysoka-Litowsk na linii Brześć-Białystok oraz w pobliżu autostrady Wysokie-Prużana-Słonim (P85). Przez miejscowość przepływa rzeka Pulwa.
We agromiasteczku znajduje się dwór rodziny Potockich Aleksandria z XIX w.
W miejscowości działa przedszkole, szkoła podstawowa, klub, poczta, punkt medyczno-położniczy oraz znalezisko archeologiczne (wioska z okresu kultury pomorskiej 4000-2000 lat p.n.e.).